# エルマール・クロス
エルマール・クロス（Elmar Klos、1910年1月26日 - 1993年7月31日）は、チェコスロバキアの映画監督。

## 人物
スロバキア人映画監督のヤン・カダールとは17年のあいだ共同制作を続けて、2人で監督を務めた『大通りの店』は、1966年、アメリカ合衆国の映画賞である第38回アカデミー賞で外国語映画賞を受賞した。